# ایر سرویس گابون
ایر سرویس گابون (به انگلیسی: Air Service Gabon) یک شرکت هواپیمایی با کد یاتا X7 است که در ۱۹۶۵ میلادی تأسیس شده‌است. دفتر مرکزی ایر سرویس گابون در لیبرویل، گابن واقع شده‌است و قطب این شرکت هواپیمایی در فرودگاه بین‌المللی لیبرویله قرار دارد.